# Noatak (miejscowość)
Noatak – jednostka osadnicza w Stanach Zjednoczonych, w stanie Alaska, w okręgu Northwest Arctic.